# Villa rustica i srednjovjekovna crkva kod Postira
Ostatci ville rustice i srednjovjekovne crkve nalaze se kod mjesta Postira.

## Opis
Datacija: 2. st. do 11. st. Ostatci rimske gospodarske zgrade (villa rustica) protežu se na ravnom dijelu uvale sve do mora. U podzidu prema moru dijelom je sačuvan antički zid, a zapadno su vidljive prostorije s lučno zasvedenim vratima i prozorima te unutrašnje dvorište ograđeno zidom. Uz nekadašnju poljsku kućicu sačuvani su ostaci predromaničke crkvice sv. Stjepana u kojoj su reutilizirani pilastri ranokršćanske oltarne pregrade.

## Zaštita
Pod oznakom Z-5224 zavedeni su kao nepokretno kulturno dobro - arheologija, pravna statusa zaštićena kulturnog dobra, klasificirano kao "kopnena arheološka zona/nalazište".